# Aragonio Malaspina
Aragonio Malaspina (1360/1370 – Otranto, marzo 1418) è stato un arcivescovo cattolico e condottiero italiano, figlio di Antonio Malaspina Marchese di Bagnone e nipote di Niccolò Marchese di Filattiera, si votò alla carriera ecclesiastica per sopperire alla penuria di beni ereditati, consistenti in un piccolo feudo da gestire in solido con i due fratelli Riccardino e Bartolomeo, anch'esso sacerdote.

## Biografia

Stemma dei Malaspina, ramo "Spino Fiorito"

Nel 1389 divenne canonico a Verona, nel 1403 arciprete ad Albenga, l'anno successivo ebbe un beneficio su una chiesa a Massa, che passò al fratello Bartolomeo. Divenuto Protonotario apostolico iniziò a sostenere l'antipapa Benedetto XIII, conosciuto a Portofino quando quella Corte Pontificia vi aveva soggiornato per alcuni mesi. L'antipapa lo nominò vescovo ed amministratore apostolico della diocesi di Luni al fine di contrastare il legittimo vescovo, Giacomo de Rossi, lì posto dal rivale papa Gregorio XII. Riesce subito a mettersi contro, per il suo pessimo carattere e l'ingordigia di denaro, parte del clero e della nobiltà locale che sosteneva l'antipapa, oltreché l'avido capitolo della cattedrale, che già tollerava poco ogni singolo vescovo con cui doversi dividere introiti e benefici. Per il suo pessimo carattere gli venne attribuito il soprannome di "Bufera", che, invece di indispettirlo, egli adotterà con orgoglio.
Nel 1400 accettò di unire al suo cognome quello di Bartolelli quale segno di riconoscenza verso Ugolino Priore Fiorentino, che lo lasciò suo erede universale.
L'antipapa Giovanni XXIII pensò di recuperare sostenitori nella diocesi nominandolo commissario apostolico per la dispensa delle indulgenze in Sicilia nel 1410, fornendolo quindi di una fonte di reddito alternativa a quella della locale diocesi, e trasferendolo nel 1415 a Brindisi come arcivescovo. Usò le sue capacità militari e diplomatiche chiamandolo spesso a fare da tramite con il condottiero Andrea Fortebracci.
Tre anni dopo papa Martino V lo nominò arcivescovo di Otranto, ma morì pochi giorni dopo l'ingresso in città a seguito delle ferite riportate dopo uno scontro armato.